# Sale Sharks Rugby Union Football Club
O Sale Sharks Rugby Union Football Club é um time profissional de rugby da cidade Stockport na Inglaterra fundado em 1861.

## Títulos
- Copa Desafio Europeu - (2) 2001-02, 2004-05
- Guinness Premiership - (1) 2005-06